# Lista över fornlämningar i Växjö kommun (Nöbbele)
Lista över fornlämningar i Växjö kommun (Nöbbele) är en förteckning av ett urval av de fornlämningar som finns i Nöbbele i Växjö kommun.
| Namn                            | Lämningstyp                 | Tillkomsttid | Historisk indelning | Plats | Läge                 | ID-nr          | Bild                                      |
| ------------------------------- | --------------------------- | ------------ | ------------------- | ----- | -------------------- | -------------- | ----------------------------------------- |
| Kung Orres sten (Nöbbele 1:1)   | Stensättning                |              | Nöbbele, Småland    |       | 56.696506, 14.986020 | 10074000010001 | Ladda upp en bild av detta fornminne      |
| Kung Orres sten (Nöbbele 1:2)   | Grav markerad av sten/block |              | Nöbbele, Småland    |       | 56.696465, 14.985954 | 10074000010002 | Ladda upp en bild av detta fornminne      |
| Kung Orres sten (Nöbbele 1:3)   | Stensättning                |              | Nöbbele, Småland    |       | 56.696319, 14.985942 | 10074000010003 | Ladda upp en bild av detta fornminne      |
| Kung Orres sten (Nöbbele 1:4)   | Stensättning                |              | Nöbbele, Småland    |       | 56.696230, 14.986319 | 10074000010004 | Ladda upp en bild av detta fornminne      |
| Orraryds gravfält (Nöbbele 3:1) | Gravfält                    |              | Nöbbele, Småland    |       | 56.701045, 14.981601 | 10074000030001 | Ladda upp en till bild av detta fornminne |
| Nöbbele 7:1                     | Stenkammargrav              |              | Nöbbele, Småland    |       | 56.672793, 15.014815 | 10074000070001 | Ladda upp en bild av detta fornminne      |
| Nöbbele 8:1                     | Stenkammargrav              |              | Nöbbele, Småland    |       | 56.673972, 15.014476 | 10074000080001 | Ladda upp en bild av detta fornminne      |
| Nöbbele 10:1                    | Stenkammargrav              |              | Nöbbele, Småland    |       | 56.668644, 15.068893 | 10074000100001 | Ladda upp en bild av detta fornminne      |
| Nöbbele 10:2                    | Röse                        |              | Nöbbele, Småland    |       | 56.668778, 15.068958 | 10074000100002 | Ladda upp en bild av detta fornminne      |
| Nöbbele 12:1                    | Röse                        |              | Nöbbele, Småland    |       | 56.703617, 14.991947 | 10074000120001 | Ladda upp en bild av detta fornminne      |
| Nöbbele 25:1                    | Stenkammargrav              |              | Nöbbele, Småland    |       | 56.723751, 15.082876 | 10074000250001 | Ladda upp en bild av detta fornminne      |
| Nöbbele 26:1                    | Stenkammargrav              |              | Nöbbele, Småland    |       | 56.724942, 15.077769 | 10074000260001 | Ladda upp en bild av detta fornminne      |
| Nöbbele 27:1                    | Röse                        |              | Nöbbele, Småland    |       | 56.723425, 15.031105 | 10074000270001 | Ladda upp en bild av detta fornminne      |
| Nöbbele 27:2                    | Röse                        |              | Nöbbele, Småland    |       | 56.723698, 15.031656 | 10074000270002 | Ladda upp en bild av detta fornminne      |
| Nöbbele 27:3                    | Stensättning                |              | Nöbbele, Småland    |       | 56.724141, 15.031430 | 10074000270003 | Ladda upp en bild av detta fornminne      |
| Nöbbele 28:1                    | Röse                        |              | Nöbbele, Småland    |       | 56.719181, 15.035286 | 10074000280001 | Ladda upp en bild av detta fornminne      |
| Nöbbele 29:1                    | Röse                        |              | Nöbbele, Småland    |       | 56.718477, 15.035713 | 10074000290001 | Ladda upp en bild av detta fornminne      |
| Nöbbele 29:2                    | Stensättning                |              | Nöbbele, Småland    |       | 56.718729, 15.035284 | 10074000290002 | Ladda upp en bild av detta fornminne      |
| Blendas kulle (Nöbbele 31:1)    | Gravfält                    |              | Nöbbele, Småland    |       | 56.728127, 15.015129 | 10074000310001 | Ladda upp en bild av detta fornminne      |
| Nöbbele 34:1                    | Stenkammargrav              |              | Nöbbele, Småland    |       | 56.741209, 15.002630 | 10074000340001 | Ladda upp en bild av detta fornminne      |
| Nöbbele 35:1                    | Röse                        |              | Nöbbele, Småland    |       | 56.741656, 15.002772 | 10074000350001 | Ladda upp en bild av detta fornminne      |
| Nöbbele 36:1                    | Röse                        |              | Nöbbele, Småland    |       | 56.747240, 15.039357 | 10074000360001 | Ladda upp en bild av detta fornminne      |
| Stenharje (Nöbbele 40:1)        | Röse                        |              | Nöbbele, Småland    |       | 56.696720, 15.016937 | 10074000400001 | Ladda upp en bild av detta fornminne      |
| Nöbbele 41:1                    | Stensättning                |              | Nöbbele, Småland    |       | 56.713557, 15.055505 | 10074000410001 | Ladda upp en bild av detta fornminne      |
| Nöbbele 79:1                    | Stensättning                |              | Nöbbele, Småland    |       | 56.702522, 14.965829 | 10074000790001 | Ladda upp en bild av detta fornminne      |
| Nöbbele 79:2                    | Stensättning                |              | Nöbbele, Småland    |       | 56.702662, 14.965576 | 10074000790002 | Ladda upp en bild av detta fornminne      |
| Nöbbele 79:3                    | Stensättning                |              | Nöbbele, Småland    |       | 56.702821, 14.965305 | 10074000790003 | Ladda upp en bild av detta fornminne      |
| Nöbbele 80:1                    | Stensättning                |              | Nöbbele, Småland    |       | 56.668188, 14.986508 | 10074000800001 | Ladda upp en bild av detta fornminne      |
| Nöbbele 82:1                    | Stensättning                |              | Nöbbele, Småland    |       | 56.708060, 15.014716 | 10074000820001 | Ladda upp en bild av detta fornminne      |
| Nöbbele 85:1                    | Grav markerad av sten/block |              | Nöbbele, Småland    |       | 56.698317, 15.019366 | 10074000850001 | Ladda upp en bild av detta fornminne      |
| Nöbbele 86:1                    | Stensättning                |              | Nöbbele, Småland    |       | 56.702216, 15.017370 | 10074000860001 | Ladda upp en bild av detta fornminne      |
| Nöbbele 86:2                    | Stensättning                |              | Nöbbele, Småland    |       | 56.701907, 15.017842 | 10074000860002 | Ladda upp en bild av detta fornminne      |
| Nöbbele 86:3                    | Stensättning                |              | Nöbbele, Småland    |       | 56.701764, 15.018416 | 10074000860003 | Ladda upp en bild av detta fornminne      |
| Nöbbele 88:1                    | Stensättning                |              | Nöbbele, Småland    |       | 56.698194, 15.023580 | 10074000880001 | Ladda upp en bild av detta fornminne      |
| Nöbbele 90:1                    | Stensättning                |              | Nöbbele, Småland    |       | 56.713984, 15.013333 | 10074000900001 | Ladda upp en bild av detta fornminne      |
| Nöbbele 93:1                    | Hög                         |              | Nöbbele, Småland    |       | 56.716291, 15.017964 | 10074000930001 | Ladda upp en bild av detta fornminne      |
| Nöbbele 99:1                    | Röse                        |              | Nöbbele, Småland    |       | 56.740806, 15.001821 | 10074000990001 | Ladda upp en bild av detta fornminne      |
| Nöbbele 107:1                   | Hällristning                |              | Nöbbele, Småland    |       | 56.732933, 15.001631 | 10074001070001 | Ladda upp en bild av detta fornminne      |
| Nöbbele 109:1                   | Röse                        |              | Nöbbele, Småland    |       | 56.699777, 15.061334 | 10074001090001 | Ladda upp en bild av detta fornminne      |
| Nöbbele 125:1                   | Röse                        |              | Nöbbele, Småland    |       | 56.670555, 15.067177 | 10074001250001 | Ladda upp en bild av detta fornminne      |
| Främlingsbacken (Nöbbele 128:1) | Begravningsplats            |              | Nöbbele, Småland    |       | 56.673336, 15.014185 | 10074001280001 | Ladda upp en bild av detta fornminne      |
| Nöbbele 150                     | Hällristning                |              | Nöbbele, Småland    |       | 56.698470, 14.986375 | 12000000001224 | Ladda upp en bild av detta fornminne      |
| Nöbbele 151                     | Hällristning                |              | Nöbbele, Småland    |       | 56.698003, 14.986729 | 12000000001226 | Ladda upp en bild av detta fornminne      |